# Apple LaserWriter
La famiglia LaserWriter raggruppa tutte le stampanti laser prodotte da Apple. La prima stampante laser che Apple produsse si chiamava LaserWriter. La LaserWriter è stata una delle prime stampanti laser disponibile per il grande pubblico. Combinata con programmi di impaginazione basati sulla GUI come PageMaker viene considera il prodotto che ha scatenato la rivoluzione editoriale degli anni ottanta
A differenza dei modelli di stampante laser prodotte da HP e basate sul linguaggio proprietario Printer Control Language (PCL) la LaserWriter utilizzava il linguaggio di descrizione di pagina PostScript. Questo linguaggio consentiva di definire complesse immagini vettoriali, di gestire immagini bitmap a alta risoluzione e di gestire font vettoriali con una qualità di stampa molto elevata.
L'utilizzo del PostScript non apportò solo vantaggi. Il Postscript era un linguaggio molto complesso e richiedeva molta potenza di calcolo per essere elaborato a differenza del PCL che essendo più semplice e basico si accontentava di un'elettronica meno avanzata. Dentro la LaserWriter era installato un Motorola 68000 a 12 MHz. Quindi la stampante era il "computer" più veloce prodotto da Apple all'epoca. Era anche il computer più costoso prodotto da Apple infatti quando nel 1985 fu presentata, la stampante costava 6995$.
Con un tale costo era impensabile riservare la stampante per un solo computer. Allora le LAN erano rare negli uffici e le schede ethernet molto costose. Apple allora utilizzò la porta seriale del computer per implementare una rete locale e riscrisse il software per incrementare la velocità di trasmissione fino a raggiungere i 250 kbps. Il protocollo che gestiva la rete venne chiamato AppleTalk mentre il cablaggio fisico e tutte le infrastrutture necessarie per collegare fisicamente i computer vennero chiamati LocalTalk.
La possibilità di utilizzare la stampante da più computer rese la stampante molto interessante. Era come se il suo prezzo astronomico venisse frazionato tra i vari computer e quindi la stampante diventava un prodotto conveniente. Era molto conveniente dato che era veloce ed era dotata di una qualità di stampa impareggiabile (merito dell'interprete PostScript). La stampante rendeva al meglio solo se abbinata a un computer Macintosh. Questo consentì a Apple di vendere milioni di computer e di diventare il leader incontrastato nel settore dell'editoria elettronica.
Visto il successo del modello originale Apple realizzò altri modelli. I nuovi modelli incrementarono la velocità di stampa e di elaborazione, aumentarono la risoluzione di stampa, aggiunsero la porta ethernet ed infine portarono anche il colore. Mentre Apple introduceva i nuovi modelli di stampante gli altri produttori non stavano a guardare e quasi tutti decisero di utilizzare il linguaggio PostScript. Col passare del tempo Apple vide le vendite delle stampanti ridursi per via della concorrenza degli altri produttori che essendo specializzati solo nella produzione di stampanti riuscivano a produrre modelli sempre più prestanti e sempre a costi inferiori dei modelli prodotti da Apple. La società decise di uscire dal mercato della stampanti laser e la LaserWriter 8500 fu l'ultimo modello prodotto da Apple.
La LaserWriter è dotata di un interprete PostScript interattivo. Se ci si collega con un terminale alla porta seriale della stampante e si scrive 'execute' si può comunicare con la stampante e inviarle comandi PostScript. Questa comunicazione veniva utilizzata per effettuare delle verifiche diagnostiche sulla stampante in caso di malfunzionamento.

## Modelli
- LaserWriter Originali
- Personal LaserWriter
- LaserWriter Pro
- LaserWriter Select
- Color LaserWriter